# Steinerburg
Die Steinerburg steht in Obersteinach im heutigen Kanton St. Gallen in der Schweiz und wurde Anfang des 13. Jahrhunderts hauptsächlich aus Findlingen erbaut. Heute ist die Burg eine rege besuchte Burgruine.

## Lage
Die Burgstelle befindet sich südlich der Ortschaft Steinach am Rand der Schlucht, die von der Steinach durchflossen wird.

## Geschichte
Ein Vorgängerbau wurde um 1200 durch die erstmals um 1209 erwähnten Herren von Steinach erbaut. Der zweigeschossige Turmbau wurde vermutlich um 1230 erstellt. Die Burg wurde 1481 von Ludwig Vogelweider erworben, ging mitsamt dem verbliebenen Landbesitz 1577 in das Eigentum des Klosters St. Gallen über und wurde nach dessen Aufhebung 1805 versteigert. Der Obergaden in Fachwerkbauweise wurde 1833 abgebrochen. 1975 wurde das Bauwerk unter der Leitung der Denkmalpflege des Kantons St. Gallen saniert. Die Steinerburg gehörte der Familienstiftung Pfauenmoos der Freiherren von Heyl zu Herrnsheim.
Heute ist die Steinerburg in Besitz der Gemeinde Steinach. Diese kaufte im Frühjahr 2016 die Ruine zum symbolischen Kaufpreis von einem Franken. Gleichzeitig ist damit die Pflicht zum Unterhalt der Burgruine nach den Vorgaben der kantonalen Denkmalpflege verbunden.

## Bauwerk
Die Burg ist zur Ruine verfallen. Vom Hauptbau sind noch drei Umfassungsmauern erhalten, die Ostwand fehlt. In den Mauern befinden sich gotische Fenstereinfassungen.